# Edgard de Larminat
Edgard de Larminat (Alès, 29 de novembre de 1895 - París, 1 de juliol de 1962) va ser un general francès, que va combatre en ambdues guerres mundials. Company de l'Alliberament, va ser un dels primers militars francesos a unir-se a les Forces Franceses Lliures el 1940.

## Biografia
Nascut a Alès, on el seu pare era oficial guardabosc, estudià a Alès, Gap i Dijon. Accedí a Escola Militar de Saint-Cyr el 1914, passà els exàmens orals, que van quedar interromputs per la declaració de la Primera Guerra Mundial.

### Primera Guerra Mundial
Reclutat com un simple soldat ras del 27è Regiment d'Infanteria, va ser destacat al 134è Regiment de línia, on seguí el curs especial per alumnes de Saint-Cyr. Destinat al 321è Regiment, va ser promogut a aspirant a l'agost de 1915 i a sotstinent al desembre.
Ferit al Fort de Vaux a Verdun al juny de 1916, rebutjà ser evacuat. Ascendit a tinent al desembre de 1916 i a capità al setembre de 1917, va rebre un atac amb gas al març de 1918 i ferit al juny.
Larminat acabà la guerra amb la Legió d'Honor, 4 mencions i el rang de capità. Tenia 23 anys.

### Marroc, Mauritània i Indoxina
A l'octubre de 1919, escollí la infanteria colonial, marxant durant dos anys i mig al Marroc. Allà, participa en els combats contra els Djebalas a l'abril-maig de 1921. Després és destinat a l'estat major del governador general a l'Àfrica occidental francesa, abans de ser nomenat comandant a Mauritània.
Entre 1925 i 1928 és successivament destinat al 1r batalló de tiradors senegalesos, al 1r regiment d'infanteria colonial (RIC) i al 22è RIC.
Al maig de 1928 és destinat a la Indoxina, integrant-se al govern militar del governador general. Promogut a cap de batalló al setembre de 1929, pren el comandament del 4t regiment de tiradors senegalesos a Fréjus, al febrer de 1931.
Entre 1931 i 1935 va estudiar a l'Escola de Guerra, sortint-ne'n tinent coronel

### Segona Guerra Mundial
Al març de 1940 va ser promogut a General, sent cap de l'estat major de les tropes de Llevant. Al maig va ser nomenat cap d'estat major del comandant del teatre d'operacions de l'Orient Mitjà.
Al junt, rebutjant la derrota, va difondre ordres per crear un cos de voluntaris destinat a unir-se als britànics, motiu pel qual va ser detingut i empresonat a Damasc. Va fugir al cap de poc i va aconseguir unir-se a les Forces Franceses Lliures a Mandat Britànic de Palestina. L'agost de 1940 contribuí a l'adhesió del Congo francès a la França Lliure. Nomenat governador general de l'Àfrica equatorial francesa i membre del Consell de Defensa de l'Imperi (alt comissari), va ser promogut a general de brigada al juliol de 1941. Paral·lelament, el règim de Vichy el va condemnar a mort en rebel·lia.
Organitzà els batallons africans de les Forces Franceses Lliures, formant la primera divisió francesa lliure i la Columna Leclerc.
Al desembre de 1941 va ser nomenat adjunt del general Catroux, prenent el comandament de la 1a i la 2a brigades de les Forces Franceses Lliures durant la campanya de Líbia, organitzant la defensa de Bir Hakeim. El juliol del 1942 va patir un greu accident de cotxe a Egipte.
Promogut a general de divisió al setembre de 1942, pren el comandament de la primera divisió francesa lliure el gener de 1943 a Tunísia. Al juny de 1943 esdevé el cap de l'estat major general de les Forces Franceses Lliures.
S'uneix al Cos Expedicionari francès del general Juin, on comanda el Segon Cos d'Exèrcit. Allà, el seu sentit tàctic i el seu esperit de decisió en els combats contra els alemanys a Viterbo li valen una nova citació al juny de 1944. A l'agost participa en el desembarcament a Provença amb el primer Exèrcit francès com a comandant d'un cos d'exèrcit.
A l'octubre de 1944 és destinat comandant del front Atlàntic i encarregat de reduir la resistència alemanya de l'Atlàntic a An Oriant, La Rochelle, Rochefort i Royan-Pointe de Grave. Durant l'hivern 1944-1945 reorganitza les Forces Franceses Lliures en cinc divisions d'infanteria. Finalment, a l'abril de 1945 captura la Gironde i allibera el port de Bordeus. Després de la capitulació alemanya, pren possessió de La Rochelle, Saint-Nazaire (Loira Atlàntic) i An Oriant.

### Després de la guerra
El novembre de 1945 és nomenat Inspector General de les Tropes d'Ultramar. Participa en les negociacions sobre la marxa de les tropes franceses de Síria el 1946. Promogut a general d'exèrcit el 1953, és nomenat Inspector de les Tropes Colonials el 1955.
Al juny de 1962 va ser nomenat president de la Cort Marcial encarregada de jutjar als participants del putsch d'Alger d'abril de 1961. Va suïcidar-se l'1 de juliol de 1962.

## Condecoracions
- Gran Creu de la Legió d'Honor
- Company de l'Alliberament (decret d'1 d'agost de 1941)
- Creu de Guerra 1914-1918 (4 citacions)
- Creu de Guerra 1939-1945 (4 citacions)
- Creu de Guerra dels Teatres d'Operacions Exteriors (1 citació)
- Creu del combatent voluntari
- Medalla de la Resistència amb roseta
- Comandant de l'Orde del Mèrit Combatent
- Medalla colonial amb barra "Maroc"
- Medalla commemorativa de la guerra 1914-1918
- Medalla commemorativa de Llevant
- Medalla interaliada 1914-1918
- Medalla dels Evadits
- Insígnia dels Ferits Militars
- Comandant de la Legió del Mèrit (EUA)
- Orde del Bany (Regne Unit)
- Comandant de l'Orde de Leopold (Bèlgica)
- Creu de Guerra amb Barra (Bèlgica)
- Gran Creu de l'Orde Virtuti Militari (Polònia)
- Gran Creu de l'Orde de l'Estrella Negre (Bénin)
- Gran Creu del Drac d'Annam

## Publicacions
- L'Armée dans la Nation, Paris, 1945
- Bertie Albrecht, Pierre Arrighi, Général Brosset, D. Corticchiato, Jean Prévost, 5 parmi d'autres, Paris, 1947
- Que sera la France de demain ?
- L'Armée européenne, Paris, 1952
- Chroniques irrévérencieuses, Paris, 1962